# Kloster Allerheiligen (Freiburg im Breisgau)

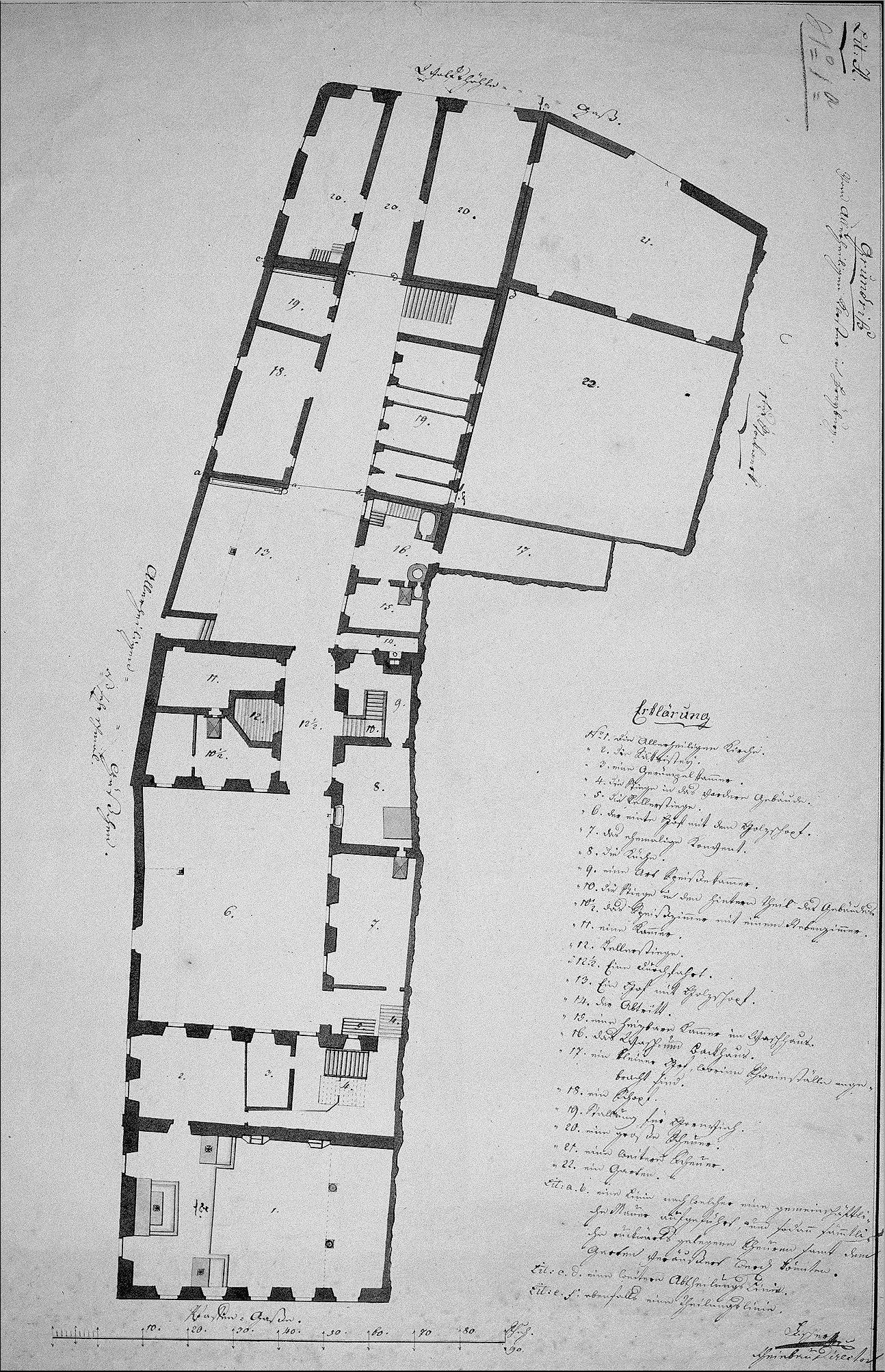
Grundriss des Stifts im 18. Jahrhundert

Das Kloster Allerheiligen ist ein ehemaliges Chorherrenstift der Augustiner-Chorherren in Freiburg im Breisgau.

## Geschichte
Ritter Johannes Amann von Waldkirch gründete das Stift 1302 und errichtete es an der Stelle eines früheren Bettelordenklosters. Bischof Heinrich von Konstanz und Stadtherr Graf Konrad von Freiburg bestätigten die Gründung. Die ersten Bewohner kamen aus Marbach, einem Augustiner-Chorherrenstift im Elsass in der Nähe von Colmar. Die Besitztümer des Freiburger Stifts lagen schwerpunktmäßig im Bereich Endingen, Riegel und Ihringen am Kaiserstuhl. Anfänglich stammten viele Mitglieder aus dem Adel mit verwandtschaftlichen Beziehungen zum Abt von Tennenbach und dem Gründer, später waren sie ausschließlich bürgerlich.
Im Jahre 1370 wurde nach der Resignation des St. Märgener Abtes Werner von Weiswill am 14. November mit Bertold Schultheiß ein Chorherr von Allerheiligen zum Propst gewählt. Anschließend waren die beiden Klöster unter einer gemeinsamen Führung. Nach dem Brand des St. Märgener Konvents siedelten die dortigen Chorherren in den 60er Jahren des 15. Jahrhunderts nach Freiburg über. Der daraus resultierende Platzmangel in der Kirche führte 1495 zu einer Erweiterung des Chores und zur Erwerbung anliegender Gebäude. Ab 1500 führte der Propst auch die Bezeichnung Abt von Allerheiligen. Nach einem Brand der Klosteranlage im Jahr 1518 blieb nur die Kirche erhalten, die anderen Gebäude wurden neu errichtet. Ab 1540 nahm die Bedeutung der Freiburger Einrichtung ab. Die Chorherren begannen mit der Rücksiedlung nach St. Märgen. Ab 1672 musste das Chorgebet in Freiburg eingestellt werden, denn es gab nicht mehr genügend Chorherren. Ein Administrator führte das Kloster ab 1713. Einen Propst gab es nicht mehr.
Als der französische Festungsbaumeister Vauban Freiburg neu befestigte, ließ er 1677 die Stiftsgebäude abreißen. Die Gebeine der Pröpste Jakob und Christoph fanden eine neue Ruhestätte in der Kirche der Augustiner-Eremiten, die Glocke der Stiftskirche ging an die Münsterbauhütte, während das Gnadenbild ebenfalls zunächst zu den Augustiner-Eremiten kam, bevor es 1723, nach einer weiteren Zwischenstation im 1700 neu eingerichteten Stift in der Herrenstraße, nach St. Märgen gebracht wurde.
In der Säkularisation von 1806 wurde das Freiburger Chorherrenstift aufgelöst, zu einem Zeitpunkt als es noch drei Chorherren bewohnten. Die Gebäude wurden Bestandteil des Neubaus des Ordinariats. Die Kirche diente noch von 1806 bis 1851 der evangelischen Gemeinde Freiburgs als Gotteshaus, bis die neu gebaute Ludwigskirche diese Aufgabe übernahm. Die Kirchenorgel erwarb im Jahr 1808 die Gemeinde Hartheim.